# Алах
Алах (арап. الله; IPA:  ( слушај)) арапска је ријеч за Бога у аврамским религијама. У српском језику, ријеч се уопштено односи на Бога у исламу. Сматра се да је ријеч изведена скраћивањем ријечи al-ilāh, што у преводу значи „Бог”, а односи се на Ел и Елах, хебрејске и арамејске ријечи за Бога.
Ријеч Алах је користио арапски народ различитих вјероисповијести од предисламских времена. Конкретније, користи се као израз за Бога и код муслимана (и арапских и неарапских) и код арапских хришћана. Он је често, иако не искључиво, на овај начин коришћен код хришћана бабиста, бахаиста, мандејаца, индонежанских и малтежанских хришћана, као и код мизрахи Јевреја. Слична употреба код хришћана и Сика у западној Малезији недавно је довела до политичких и правних спорова.

## Етимологија
1. alif
2. hamzat waṣl (همزة وصل)
3. lām
4. lām
5. shaddah (شدة)
6. alif khanjariyya (ألف خنجرية)
7. hāʾ

Етимологија ријечи Allāh предмет је расправе још од времена класичних арапских филолога. Граматичари Басријеве школе сматрали су или да је настала спонтано (murtajal) или као одређени облик lāh (од глаголског коријена lyh, који значи „скривен” или „узвишен”). Остали сматрају да је ријеч позајмљена из сиријског или хебрејског, али већина их је сматрала да је изведени облик настао скраћивањем арапског одређеног члана al- и ријечи ilāh која се може превести као „божанство, бог” у al-lāh које се преводи као „Божанство” ил „Бог”. Већина данашњих научника прихвата ову теорију, док на теорију о позајмљеници из другог језика гледа са скептицизмом.
Когнати ријечи Allāh постоје и у другим семитским језицима, укључујући хебрејске и арамејски. Одговарајући арамејски облик је Elah (אלה), али је његово емпатично стање Elaha (אלהא). На библијском арамејском се записује као ܐܠܗܐ (ʼĔlāhā), а на сиријском као ܐܲܠܵܗܵܐ (ʼAlâhâ) како се и користи у сиријском хришћанству, и оба израза имају једноставно значење „Бог”. Библијски хебрејски углавном користи облик у множини (али функционална једнина) Elohim (אלהים), а много ријеђе се користи облик у једнини Eloah (אלוהּ).

## Употреба

### Предисламски Арабљани
Регионалне варијанте ријечи Алах јавиле су се у паганским и хришћанским предисламским натписима. Различите теорије су биле предложене о улози Алаха у предисламским многобожачким култовима. Неки аутори су навели да су многобожачки Арапи користили ово име за означавање бога ствараоца или врховно божанство њиховог пантеона. Могуће је да је термин био нејасан у меканској религији. Према једној хипотези, која сеже назад до Јулијуса Велхаузена, Алах (врховно божанство племенске федерације око Курејша) била је ознака којом се освјештавала супериорност Хубала (врховног божанства Курејша) над другим боговима. Међутим, такође постоји евиденција да су Алах и Хубал представљали два различита божанства. Према тој хипотези, Ћаба је прво била посвећена врховном божанству по имену Алах, а затим је у њој смјештен пантеон Курејша након њиховог освајања Меке, око једног вијека прије Мухамедовог времена. Неки натписи указују на употребу Алаха као имена многобожачког божанства вијековима раније, али не зна се ништа прецизно о тој употреби. Неки научници су навели да је Алах могао да представља удаљеног бога створитеља који је постепено пао у сјенку познатијих локалних божанстава. Постоји неслагање око тога да ли је Алах имао важну улогу у меканском религиозном култу. Није познато да је икакво иконско представљање Алаха постојало. Алах је једини бог у Меки који није имао идола. Име Мухамедовог оца је било Абдулах (ʿAbd-Allāh) са значењем „Алахов роб”.

### Хришћанство
Арамејска ријеч за „Бога” у језику асирских хришћана је ʼĔlāhā или ʼAlâhâ. Међу онима који говоре арапски и припадају некој од аврамских религија, укључујући хришћане и Јевреје, користи се ријеч „Алах” са значењем „Бог”. Арапи хришћани данашњице немају друге ријечи за „Бога” осим „Алаха”. Чак и малтешки језик арапског поријека на Малти, чије је становништво скоро у потпуности католичко, користи ријеч Alla за „Бога”. Арапи хришћани, на примјер, користе термине Allāh al-ab (الله الأب) за Бога Оца, Allāh al-ibn (الله الابن) за Бога Сина и Allāh al-rūḥ al-quds (الله الروح القدس) за Светог Духа.
Араби хришћани користе два облика инвокације који се налазе на почетку писаних радова. Они су усвојили муслиманску бисмилу (bismillāh) и створили сопствену тринитарну бисмилу већ у 8. вијеку. Муслиманска бисмила се чита: „У име Бога, Милостивог, Самилосног”, док се тринитарна бисмила чита: „У име Оца и Сина и Светог Духа, једног Бога”. Сиријска, латинска и грчка инвокација немају на крају ријечи „Једног Бога”. Овај додатак је направљен како би нагласио једнобожачки аспект тринитарног вјеровања и како би га учинили прихватљивијим за муслимане.
Према Маршалу Хогдсону, чини се да су у предисламским временима, поједини Арапи хришћани ишли на ходочашће у Ћабу, пагански храм у то вријеме, у част Алаха као Бога творца.
Поједина археолошка ископавања довела су до открића древних предисламских натписа и гробница које су направили Арапи хришћани у рушевинама цркве у Ум ел Џималу на сјеверу Јордана, а које садрже ознаку Алах као прави име Бога, док су поједини гробови садржали имена као што су „Абд Алах” што значи „слуга/роб Алахов”.
Име Алах се може наћи безброј пута у извјештајима и пописима имена хришћанских мученика у јужној Арабији, што свједоче древна сиријска документа о именима оних мученика из времена Химјарске и Аксумске краљевине. Хришћанин Абд Алах ибн Абу Бакр ибн Мухамед је убијен у Наџрану 552. године, јер је носио прстен на којем је писало „Алах је мој господар”. У запису хришћанског мученика из 512. године, ознаке за Алаха се могу пронаћи на арапском и арамејском, у којима га означава као „Алах” или „Алаха”, док сам запис почиње изјавом „Уз помоћ Алаха”.
У преисламском јеванђељу, за Бога се користи назив „Алах”, а о томе свједоче и неке откривене арапске верзије Новог завјета које су записивали Арапи хришћани током предисламског доба у сјеверној и јужној Арабији. Предисламски Арапи хришћани забиљежили су ратни поклич „О робови Алахови” (Ya La Ibad Allah) којим су призивали једни друге у борбу. „Алах” се помиње у предисламским хришћанским пјесмама које су писали поједини гасанидски и танукидски пјесници из Сирије и сјеверне Арабије.

### Ислам
У исламу, Алах је јединствено, свемоћно и једино божанство и творац свемира и једнак је са Богом у другим аврамских религија.
Према исламском вјеровању, Алах је најчешћа ријеч за представљање Бога, и понизну покорност његовој вољи, божијим уредбама и заповијестима које су темељ муслиманске вјере.
У исламској традицији, постоји деведесет девет имена Бога (al-asmā’ al-ḥusná дословно значи: „најбоља имена” или „најљепша имена”), свако од којих призива особену карактеристику Алаха. Сва од тих имена се односе на Алаха, врховно и свеобухватно божанско име. Међу тих деведесет девет имена Бога, најпознатија и најчешће коришћена су „Милосрдни” (al-Raḥmān) и „Самилосни” (al-Raḥīm).
Већина муслимана користи непреведену арапску изреку in shā’ Allāh (са значењем „ако Бог жели”) када говори о будућим догађајима. Муслиманска дискурзивна побожност подстиче започињање ствари инвокацијом bismillāh (са значењем „у име Бога”).
Постоје одређени изрази хваљења Бога који се издвајају међу муслиманима, укључујући „Subḥān Allāh” (светост Бога), „al-ḥamdu lillāh” (слава Богу), „lā ilāha illā Allāh” (нема божанства осим Бога) и „Allāhu akbar” (Бог је [нај]већи) као израз посвјећености сјећању на Бога (зикр). У суфијској пракси познатој као dhikr Allah (дословно „сјећање на Бога”), суфије понављају и разматрају име Алах или друга божанска имена уз контролисање свог дисања.
Према Герхарду Беверингу, у контрасту са предисламским арабијским политеизмом, Бог у исламу нема сараднике и пратиоце, нити постоји било какво сродство између Бога и џина. Предисламски пагански Арапи су вјеровали у слијепу, моћну, неумољиву и неосјетљиву судбину над којом човјек нема контроле. Ово је замијењено исламском идејом моћног, али промишљеног и милосрдног Бога.
Према Франсису Едварду Петерсу, „Куран инсистира, муслимани вјерују, а историчари потврђују да Мухамед и његови сљедбеници обожавају истог Бога као Јевреји (29:46). Куранов Алах је исти Бог творац који се обраћао Авраму”. Петерс наводи да Куран портретише Алаха као моћнијег и удаљенијег од Јахве, и као универзално божанство, за разлику од Јахве који блиско следи Израелите.

## Изговарање
Да би се арапска ријеч Алах правилно изговорила, треба се усредсредити на друго l (ل) у Allah (الله). Када ријечи Алах претходе самогласник a (فَتْحة) или самогласник u (ضَمّة), тада се лам изговара са тврђим акцентом (tafkhīm). Ово тврдо лам је артикулирано са цијелом површином језика, а не само са врхом језика. Примјер, у сури 58:22: man haddaAllah (مَنْ حَادَّ اللَّهَ), што значи „они који се супротстављају Алаху”.
Уколико, међутим, ријечи претходи самогласник i (كَسْرة), тада се лам изговара са меким акцентом (tarqiq) и актикулирано је само са врхом језика, као што је у сури 1:1: Bismillahi (بِسْمِ اللّهِ).

## Као позајмљеница

### Европски језици
Језици који не користе израз Алах за означавање Бога, ипак могу садржати популарне изразе који користе ту ријеч. На примјер, због дугог присуства муслимана на Пиринејском полуострву, ријечи ojalá у шпанском и oxalá у португалском постоје и данас, позајмљене из арапског inshalla (إن شاء الله). Ова фраза дословно значи „ако Бог жели” (у смислу „надам се”). Њемачки пјесник Зигфрид Аугуст Малман је користио облик Allah као наслов пјесме о врховном божанству, иако је нејасно колико је исламске мисли намјеравао да пренесе.